# プーチン・フイロ!

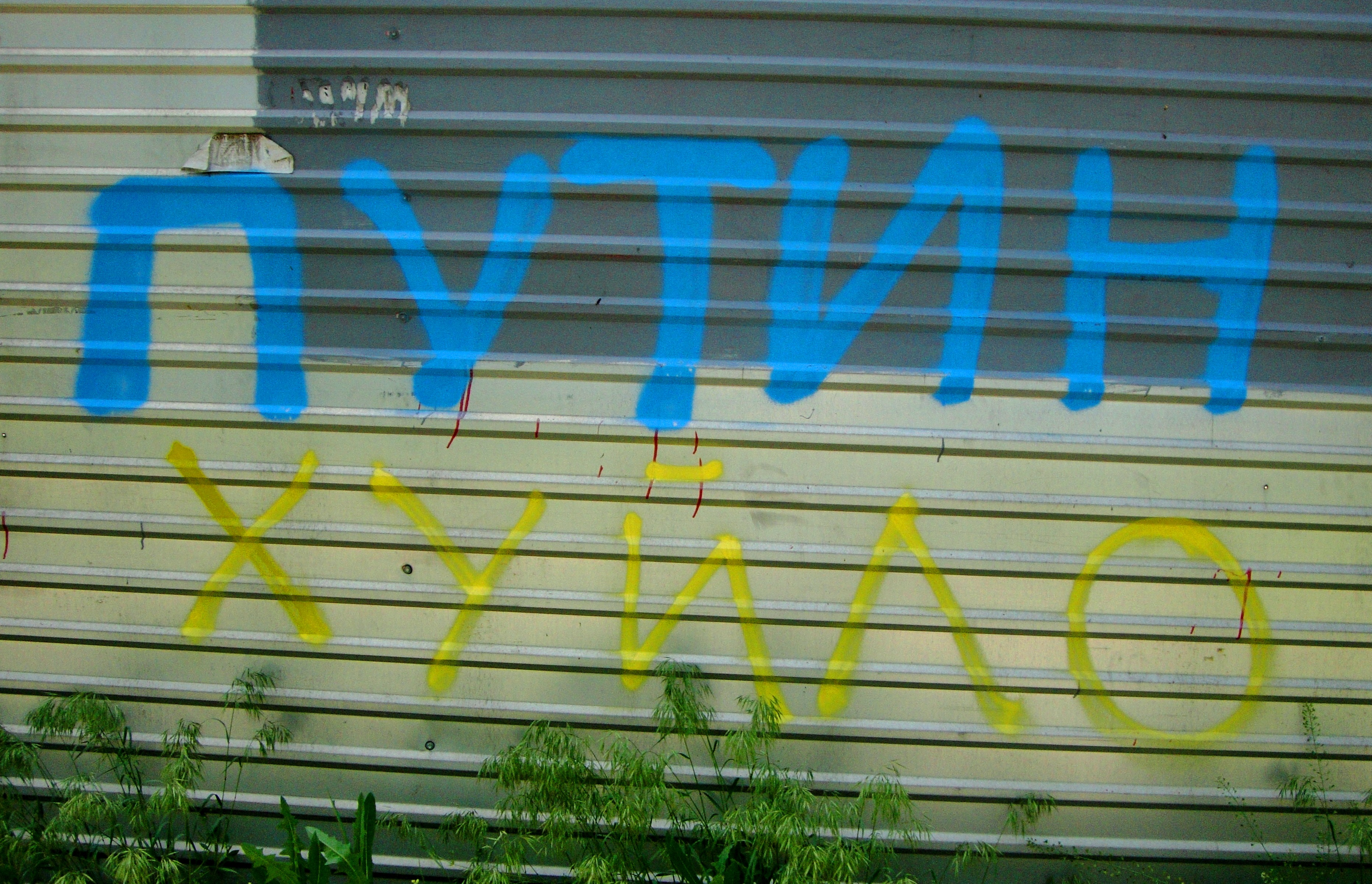
ルハーンシクにある「プーチン・フイロ！」の落書き

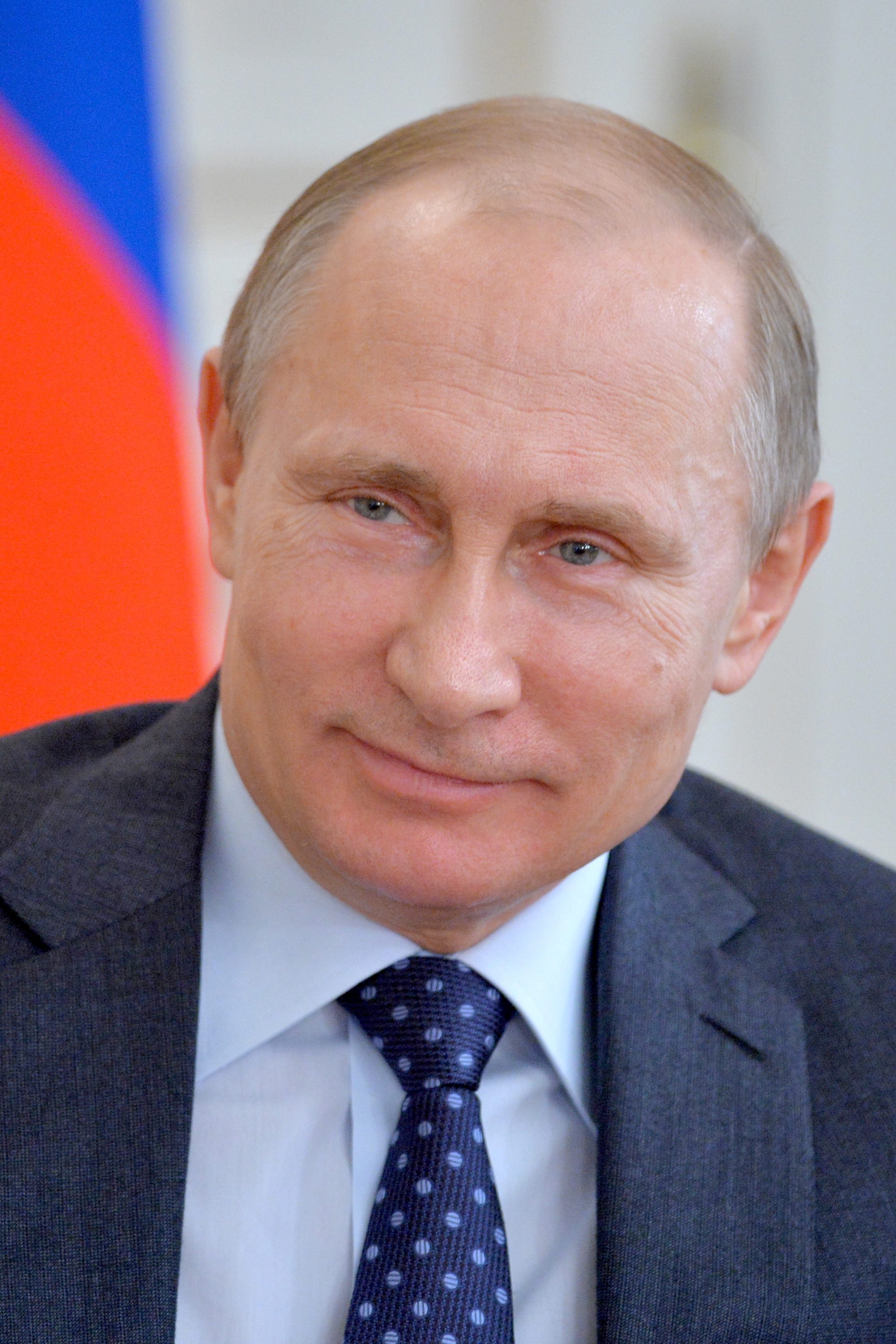
ウラジーミル・プーチン

プーチン・フイロ！（ウクライナ語: Пу́тін - хуйло́; IPA: [ˈputʲin xʊjˈlɔ], ロシア語: Пу́тин - хуйло́; IPA: [ˈputʲɪn xʊjˈlo]）はロシア連邦大統領ウラジーミル・プーチンを非難・揶揄する時に用いられるウクライナ語・ロシア語のスローガン。このスローガンは2014年にウクライナで生まれ、2014年3月にFCメタリスト・ハルキウのウルトラスによって最初に行われたチャントで広まった。この2014年3月はロシアのクリミア併合とウクライナへの軍事介入が起きた時であった。このフレーズはウクライナ中で、ウクライナ政府の支持者やより一般的にはウクライナのロシア語圏とウクライナ語圏の両方の地域でロシアもしくはプーチンに否定的な者の間で広まった。

## 言語と意味
хуйло́ は下品な言葉（ロシア語では mat という）で、ラテン文字には huilo, huylo, khuilo, khuylo, xujlo など様々に翻字されている。語幹である  хуй は、文字通りにとるとロシア語・ウクライナ語で男根（英語でのdick） を意味する。これに -lo が付されることで、英語の "dickwad" や "dickhead"、"prick" に相当する言葉になる。この単語はロシア語・ウクライナ語・ベラルーシ語で同じである。西スラブ語にこの言葉は存在しないが、ポーランド語とスロバキア語には chuj という単語があり、ポーランド語では хуйло は chujło と翻字されている。

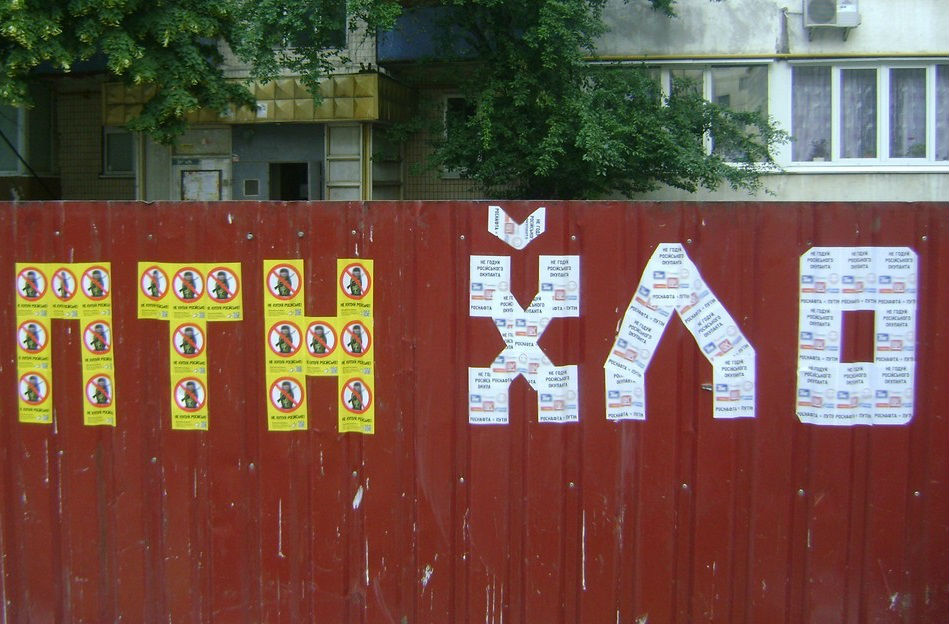
「ロシアの商品は買うな！」というステッカーで作られた"ПТН X̆ЛО" (PTN KHLO)

Urban Dictionaryでフイロがウラジーミル・プーチンと同義語として加えられていると、2014年5月に報道された。
この表現は検閲を回避する理由から"птн x̆ло" (ptn kh̆lo)と略されることがある(x̆という文字は「新しいロシアの文字」に関する有名なジョークである、キリル文字х, у, йを重ねたものである。似た暗示の意味を含む略語としては、"ПТН ПНХ" (PTN PNKh)があり、これは"Путин, пошёл на хуй" (Putin, poshol na khuy がある。これは 英語で表現するならば "Putin, go fuck yourself" に相当し、"PTN GFY"と略記される。

## 歴史
このスローガンの起源は、ウクライナのプロサッカークラブであるFCメタリスト・ハルキウをめぐって2人の有力者 Oleksandr Yaroslavsky（当時メタリスト会長） と Hryhoriy Surkis（当時ウクライナサッカー連盟会長。FCディナモ・キーウに歴史的にも家系的にも強いつながりをもつ）の間の確執が最も強かった2010年のある時に、メタリストのウルトラスによってはじめられたチャント「スルキス・フイロ！」にある。自らのクラブの会長の側に立つハルキウのファンは、「スルキス・フイロ！」と叫ぶことで、連盟会長への嫌悪感を下品で卑俗な形で表現した。
公で行われ最初の記録された「プーチン・フイロ！」とそこから派生した歌は、ハルキウで地元のファンがストリート・マーチの間にこれを歌った2014年3月に起こった。この記録はすぐにYouTubeに投稿され、すぐに広まった。FCセヴァストポリを除く全ての主要なウクライナのクラブのウルトラスのグループは、歴史的に時に国家主義的ともいえるウクライナびいきの強い政見を持っており、ロシアが起こしたウクライナの東、南における反ウクライナの暴力やロシアのクリミア合併とウクライナへの軍事介入が起き、ハルキウが混乱にある中で、サッカーファンは即座にそして明確にロシアとの紛争においてウクライナの側に立った。すぐにプーチンを下品にあざけるこの歌は知名度を急速に上げ、シャフタール・ドネツク（ドネツィク）やディナモ・キーウ（キエフ）のファンなど、以前は仲が悪かったファンも歌を一緒に歌うようになった。ロシアが介入しウクライナを部分的に占領していた間、ウクライナのクラブのウルトラスは対抗心を捨て、ともにストリートマーチでこの歌を唱えた。この歌は人気が上がり続け、ガーディアンによると「全国的な文化的ミーム」となった。アレクサンダー・J・モティルは「簡潔な言い回しでより控えめな歌詞のものは著名な講話にも入っている。もしプーチン大統領への意見を表明したいのであれば『ラ・ラ・ラ・ラ・ラ・ラ・ラ・ラ』というだけで良く、全ては明確である」と報告している。
ロシアのジャーナリスト・音楽評論家のアルテミイ・トロイツキーは、チャントのメロディーの元が、アメリカの歌手パット・ブーンの1962年のヒット曲 "Speedy Gonzales"であると特定した。
2015年6月、ロシアの連邦保安庁はソーシャルネットワークのVK上で歌を使用したとして、活動家Daria Poludovaの刑事訴追と調査を開始した。

## メインストリームのロックで
ウクライナのいくつかの主要なロックバンドは自分たちの音楽にこの歌を加えたり改作したりした。AstrogentAにより2014年4月21日にリリースされたメタルリミックスは、楽器による演奏を足し、3月30日の抗議運動を撮影したビデオを再編集し、ウクライナのサッカークラブ全体への広がりを描いた。ウクライナのバンドTeleriは2014年5月6日に「プーチン・ハロー！」という曲とミュージック・ビデオリリース後に国際的な注目を集めた。この歌は不快な言葉「フイロ」を英語の「ハロー」に置き換えることでダブル・ミーニングの効果を出している。「プーチン・フイロ！」の歌に言及すると、ミュージック・ビデオではバンドのメンバーがウクライナのサッカークラブの色を着用し、マーチングするウルトラスの姿勢をとり、「プーチン・ハロー！」とリフレインする。バンドのメンバーは自分たちの曲を攻撃的な反プーチン歌に結びつけることは誤解であり、この歌が不快だと感じた唯一の人は英語になじみのないロシア人だと皮肉交じりに主張した。
Hromadske.TVは2014年5月29日のLemonchiki Project による曲のパフォーマンスを生放送で流した。ロックバンドドルハリカは2014年6月13日のコンサートでこの歌を披露した。他にもマッドヘッズやハイダマキなどのロックバンドにより改作がなされた。キーウ・ポストはこの曲9つのビデオ版と2つの関連する曲を批評した。

## 著名なウクライナの政治家による引用

### オレグ・リャシュコ
ウクライナのMPで急進党の党首であるオレグ・リャシュコは2014年の大統領選の間の2014年5月に行われた集会でこの歌を披露した。

### アンドリ・デシュチシア

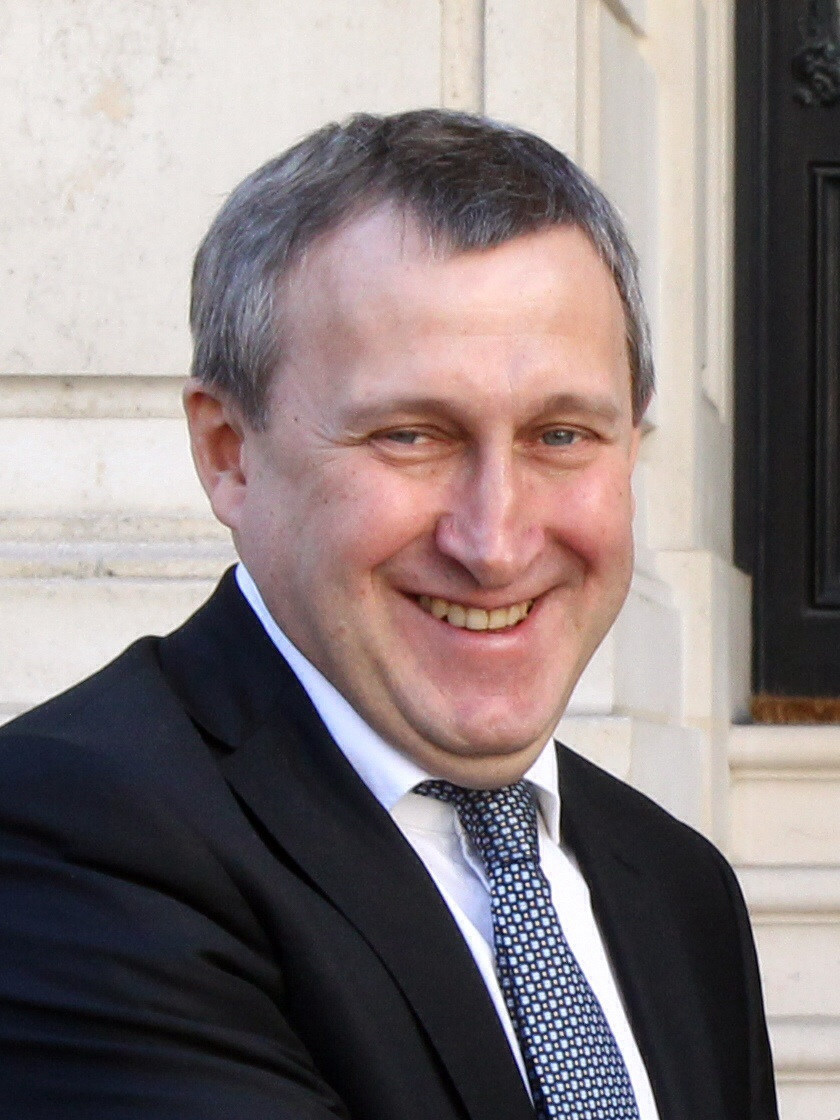
アンドリ・デシュチシア

後に外務大臣となるアンドリ・デシュチシアが、ロシアの武装した反逆者によるウクライナ空軍のIlyushin Il-76撃墜の後の2014年6月14日の夜に、キエフにあるロシア大使館の前で抗議者に対する嘆願の際に、ロシア大統領プーチンに関連する言葉として「フイロ」と発した一連の様子がHromadske.TVにより放送された。デシュチシアは、さらに大きな外交上のスキャンダルを引き起こす可能性のある暴力を控えるよう抗議者に嘆願した。「プーチンはフイロであるが、解散しなさい！」と発言した。その後すぐにウクライナの大統領ペトロ・ポロシェンコは異なる外務大臣を指名した。ウクライナのメディアによると、外務大臣を替える大統領の計画は事件より前に知られており、ウクライナ政府の大きな改革の一環として提案されていたものだった。そのあとすぐに、ポロシェンコは大臣の地位から去ったデシュチシアの業績を称賛し、議会では辞職する彼に対しスタンディングオベーションが起こった。
デシュチシアがこの言葉を使用したことはロシアの指導者たちの間で広く不満を抱かせた。一方で、在ウクライナ・アメリカ大使のジェフリー・パイアットはTwitterで、デシュチシア大臣が歌を使ったことは「危険な状況を解消しようとした」ものであり、デシュチシアを「熟練した外交官であり、ウクライナの誇り」と称した。

### アルセン・アバコウ
2014年7月2日、ウクライナの内務大臣で国の主要セキュリティ機関の1人であるアルセン・アバコウは、「プーチン フイロ！」の落書きで覆われたスラヴャンスク近くのバス停を収めた写真付きの投稿をFacebookで行った。この投稿には彼の写真に対するコメント"A private opinion some place near Slovyansk. Aligning myself."がついている。1週間後の2014年7月9日、アバコウはキエフ-1特別警察隊の部隊と会った。伝統的な訓練である"Glory to Ukraine!"の敬礼の後の慣例的な"To Heroes, Glory!"の返答が終わった後、アバコウが「プーチン！」と叫び、部隊が「フイロ」と応答した。大臣ははっきりと応答に満足し"Vol'no!" (「休め！」）と命令した。

## 国際的な反応
2014年10月、ベラルーシ人と訪れたウクライナ人が一緒になったベラルーシのボリソフで行われたUEFA EURO 2016の試合のチャントの演奏で、100人以上のウクライナ人と30人以上のベラルーシ人のサッカーファンが報道によると「わいせつな言葉」を使用した疑いで拘留され尋問された。その中の7人（全てウクライナ人）がわいせつな言葉により5日間の懲役刑を言い渡されたが、そのうち1人は伝えられるところでは凶器を所持していたとして10日間の判決を受けた。

## ギャラリー
- オケアン・エリズィのコンサートの前、キエフのオリンピスキ・スタジアムの観客により披露された歌

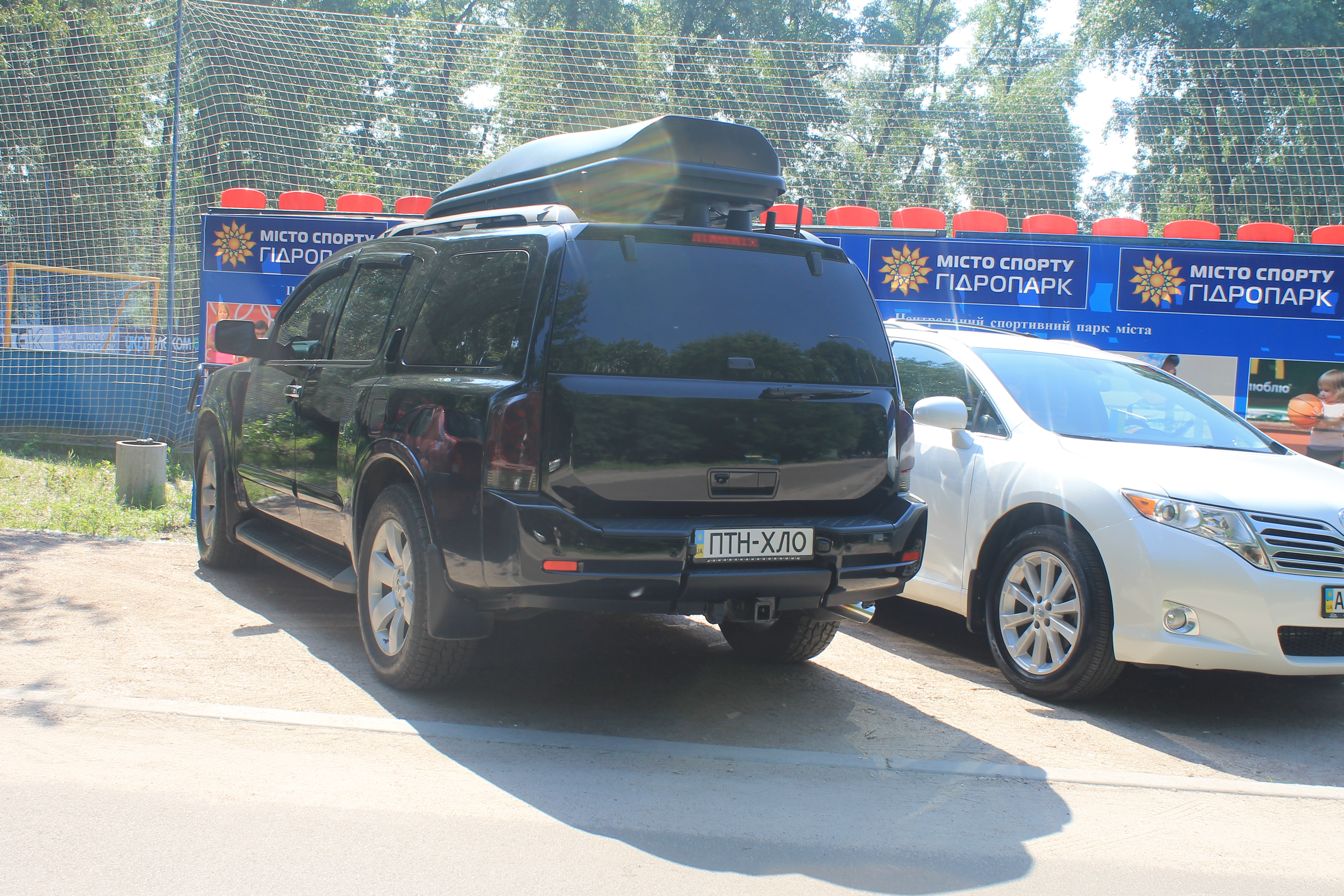
このフレーズの略"ПТН-ХЛО"が書かれた飾りナンバープレートをつけるウクライナの車
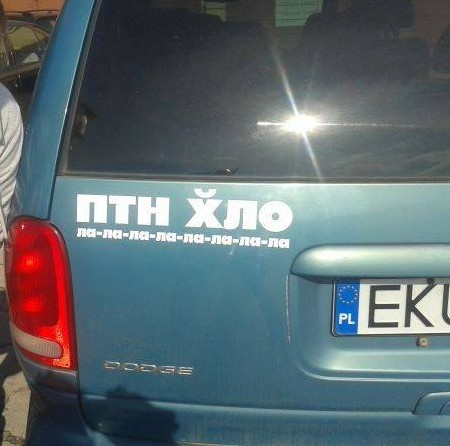
ポーランドの車に貼られたラベル（2014年）
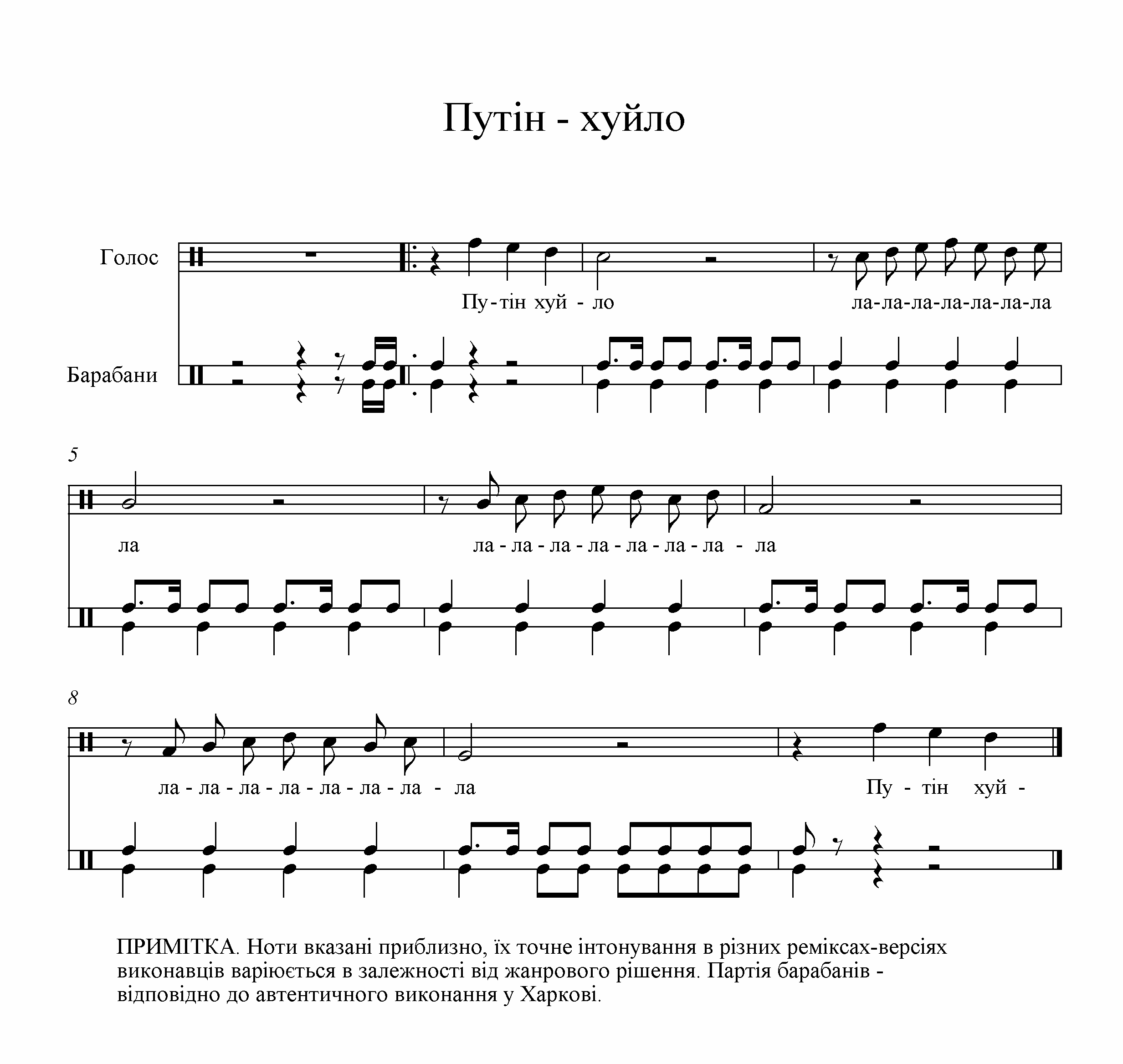
この歌の楽譜テンプレート
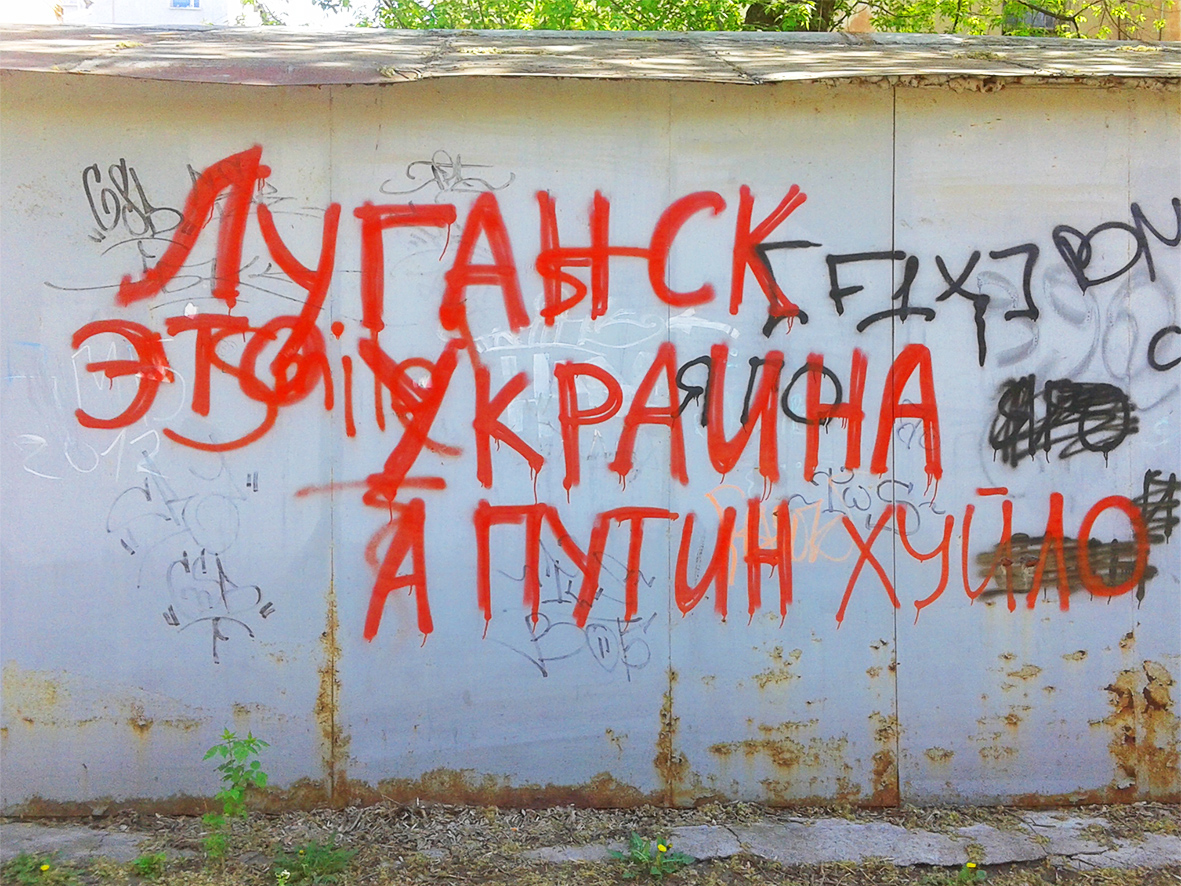
ルハーンシクにあるガレージの銘。「ルハーンシクはウクライナ。プーチンはフイロ！」